# Тарасовская улица (Киев)
Тарасовская улица (укр. Тарасівська вулиця) — улица в Голосеевском районе города Киева. Пролегает от улицы Льва Толстого до улицы Василия Яна.
Прилегают улицы Никольско-Ботаническая, Саксаганского, Жилянская и Короленковская.

## История
Улица возникла в 30—40-е годы XIX века при застройке города у Киевского университета. Сначала проходила от р. Лыбедь и Набережно-Жилянской улицы. В 70-е годы XX века сокращена до современных размеров в связи с промышленным строительством.

## Учреждения
- Учебный комбинат Добровольного пожарного общества Украины (дом № 4)
- Учебный корпус «В» Национального университета пищевых технологий (дом № 5)
- Административный корпус «Е» НУПТ (дом № 5)
- Киевский центр спортивной медицины (дом № 6)
- Дошкольное учебное учреждение № 118 (дом № 6а)
- Военная часть А1988 Службы безопасности Украины (дом № 7)
- Специализированная общеобразовательная школа № 92 (дом № 11)
- Президиум Областного Совета Украинского общества охраны природы (дом № 12)
- Дошкольное учебное учреждение № 61 (дом № 13)

## Интересные факты
- Данная улица почти ни разу не меняла своё название с момента основания улицы.
- В 1959 и 1962 годах вблизи улицы велись археологические раскопки. По найденным монетам можно предполагать, что уже во II веке н. э. здесь проживали люди.

## Галерея

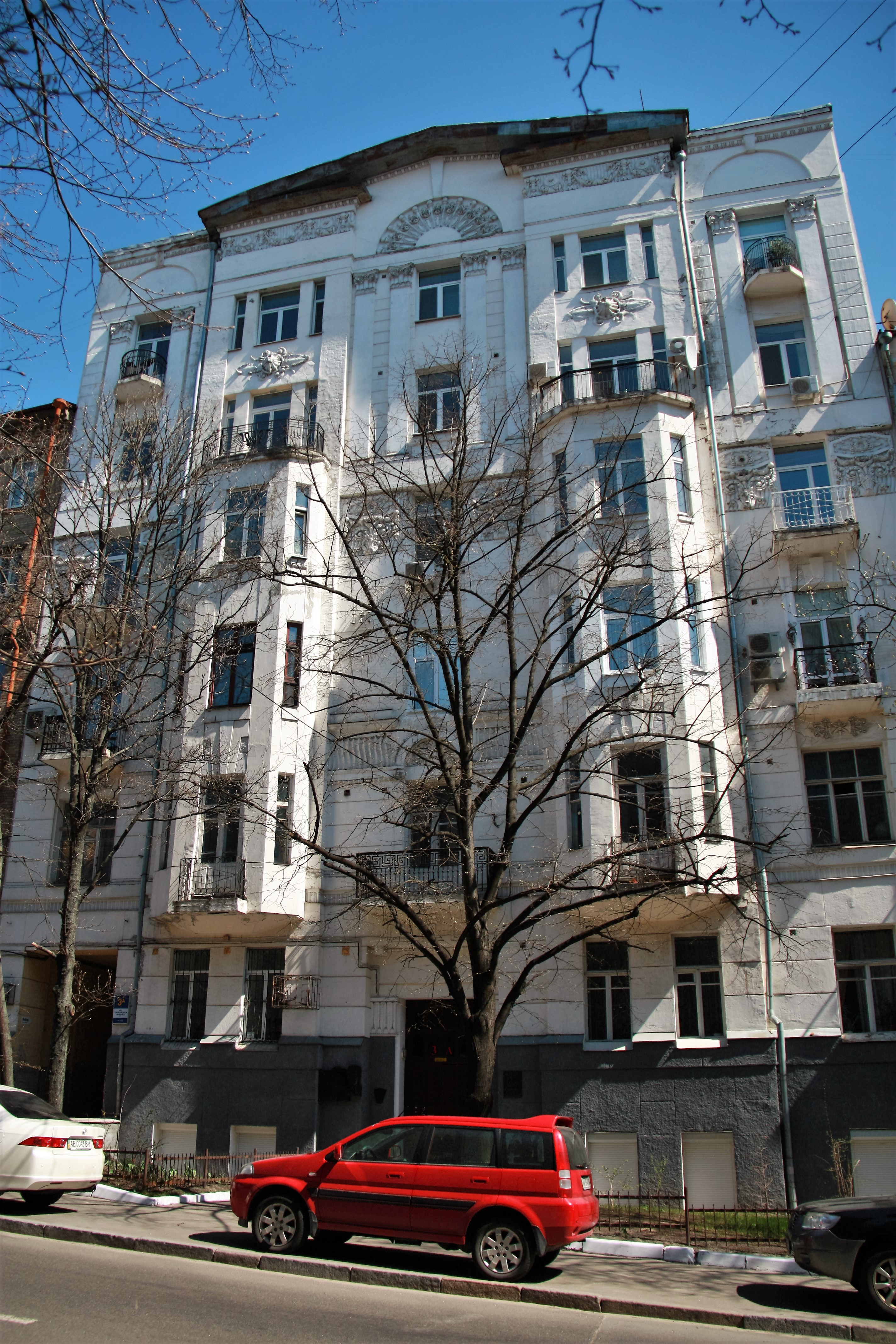
Дом № 3а
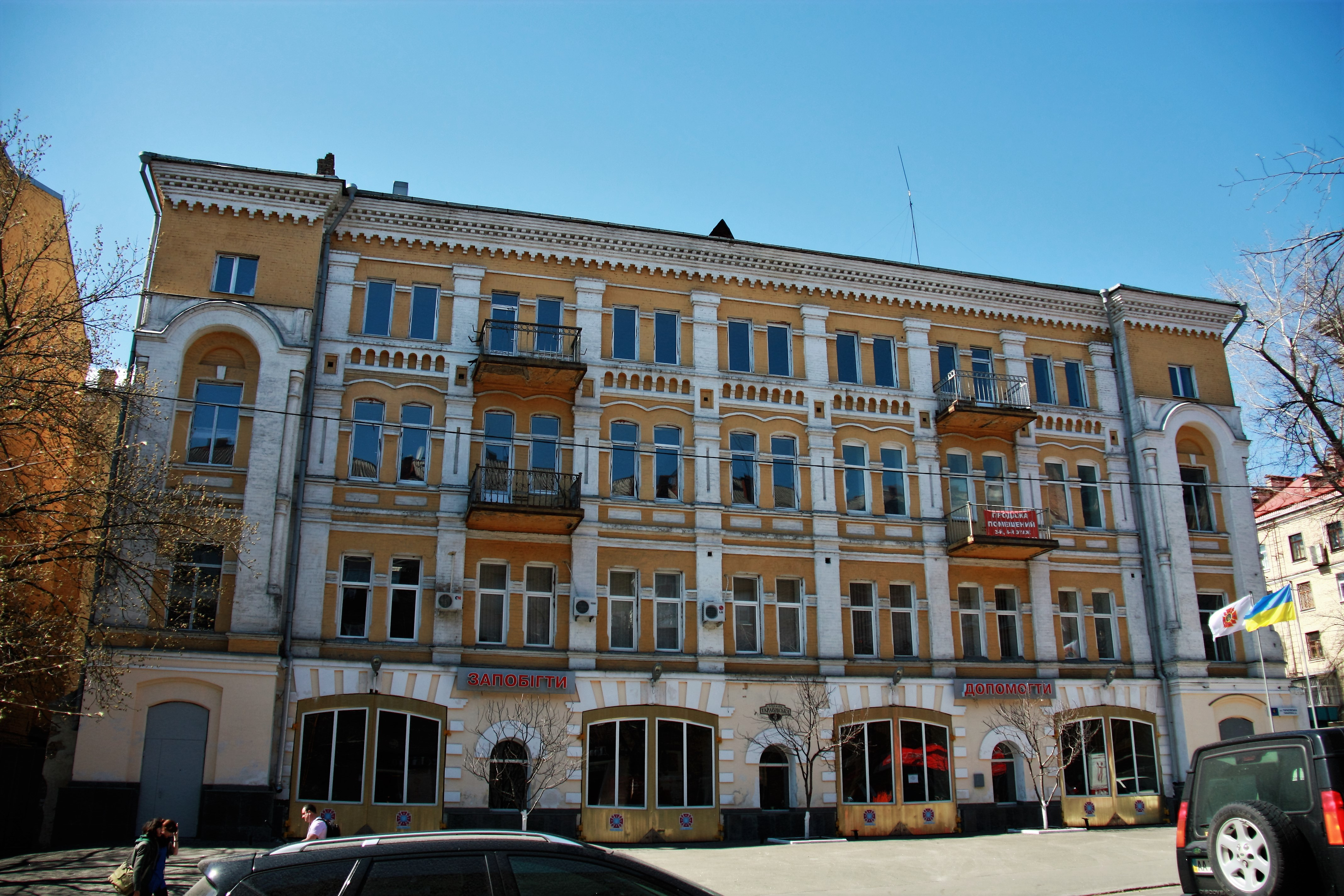
Дом № 4
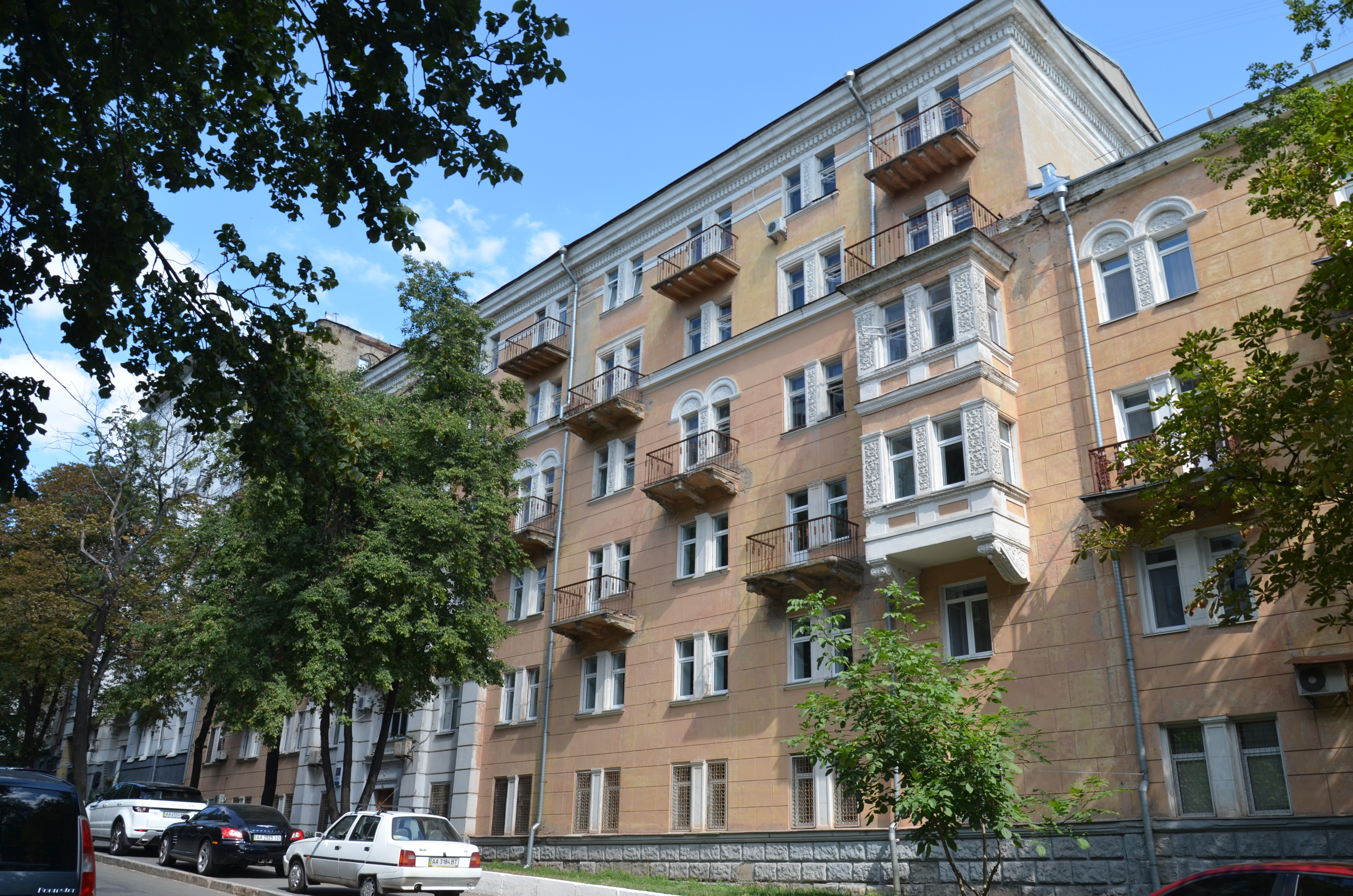
Дом № 5
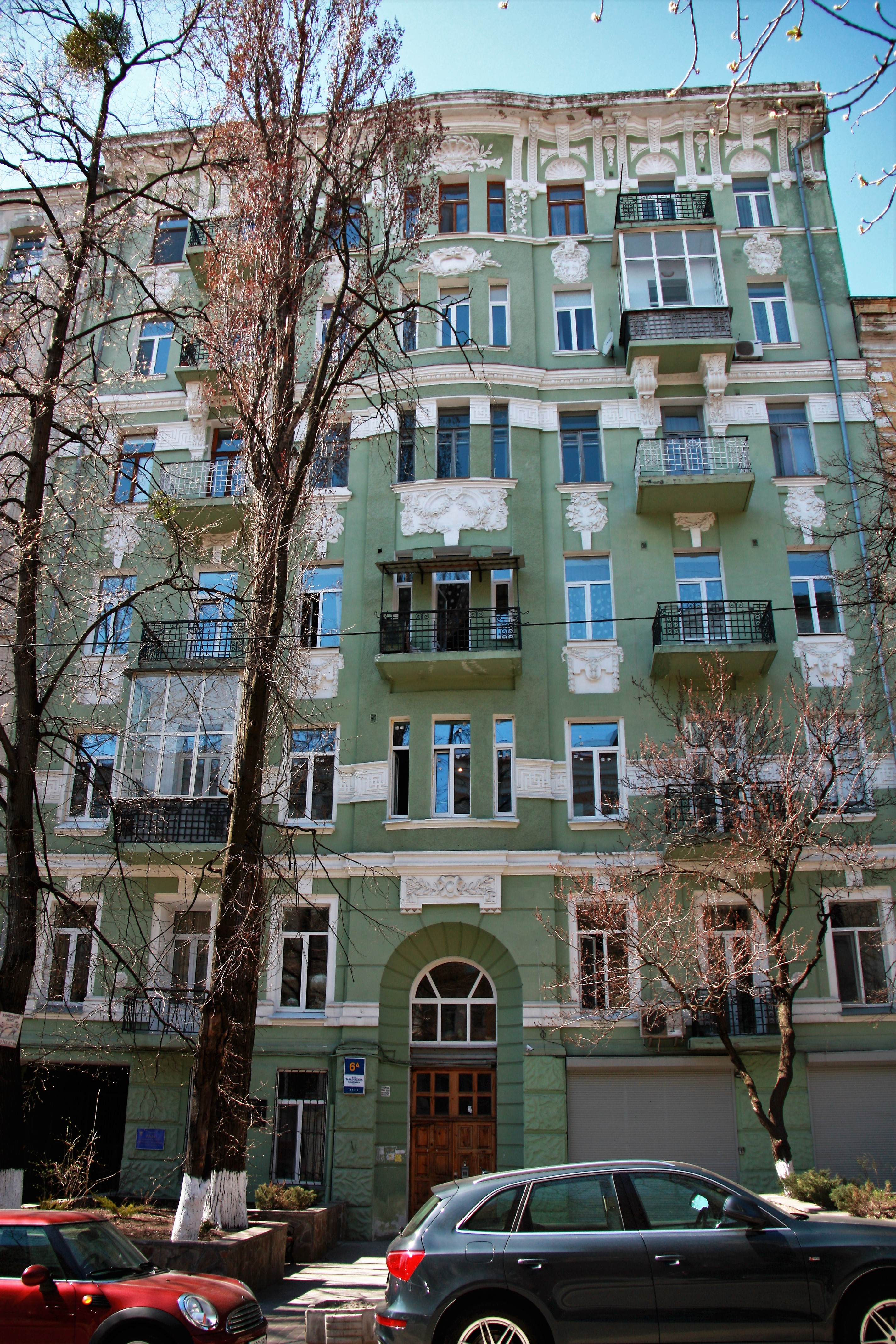
Дом № 6а
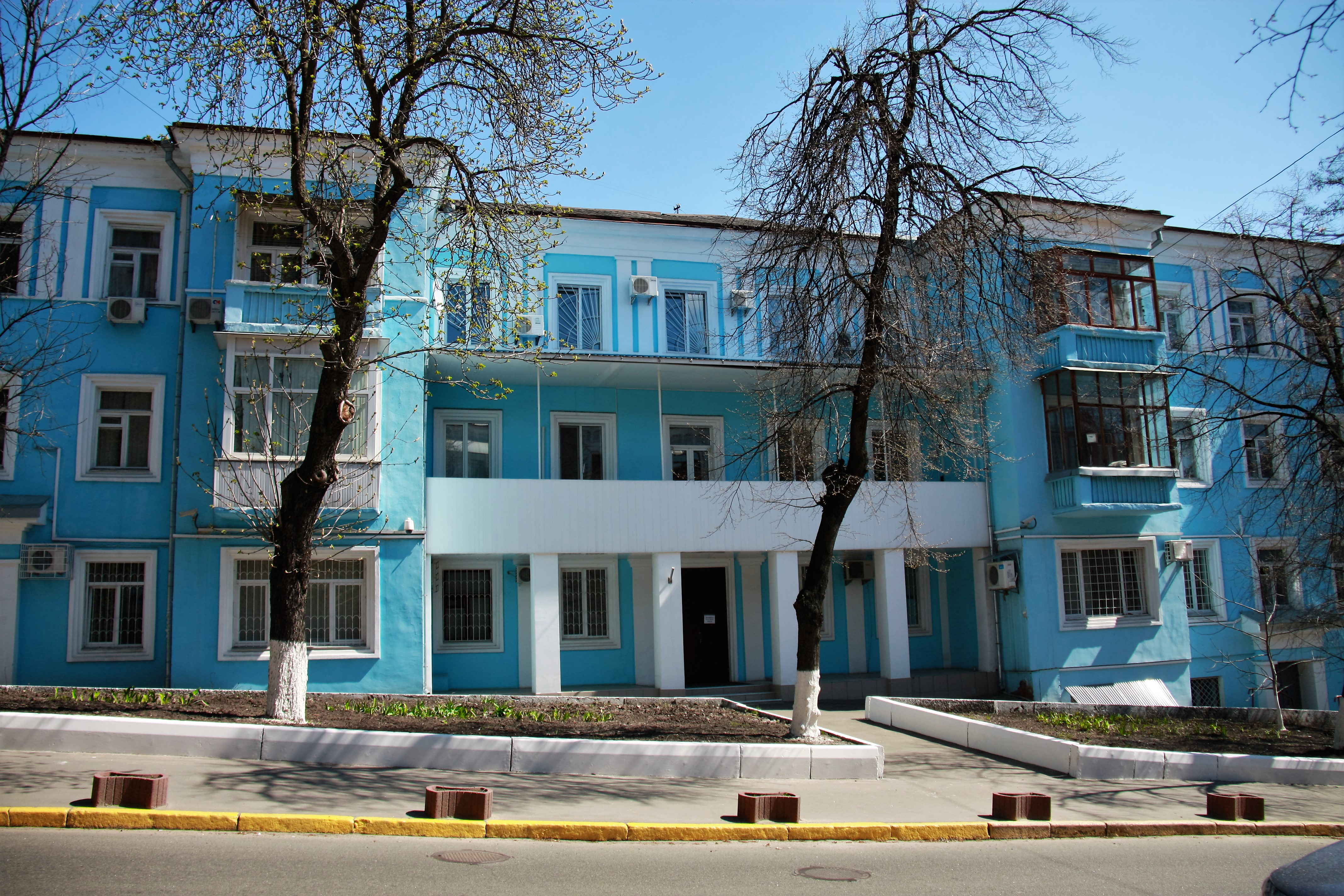
Дом № 7
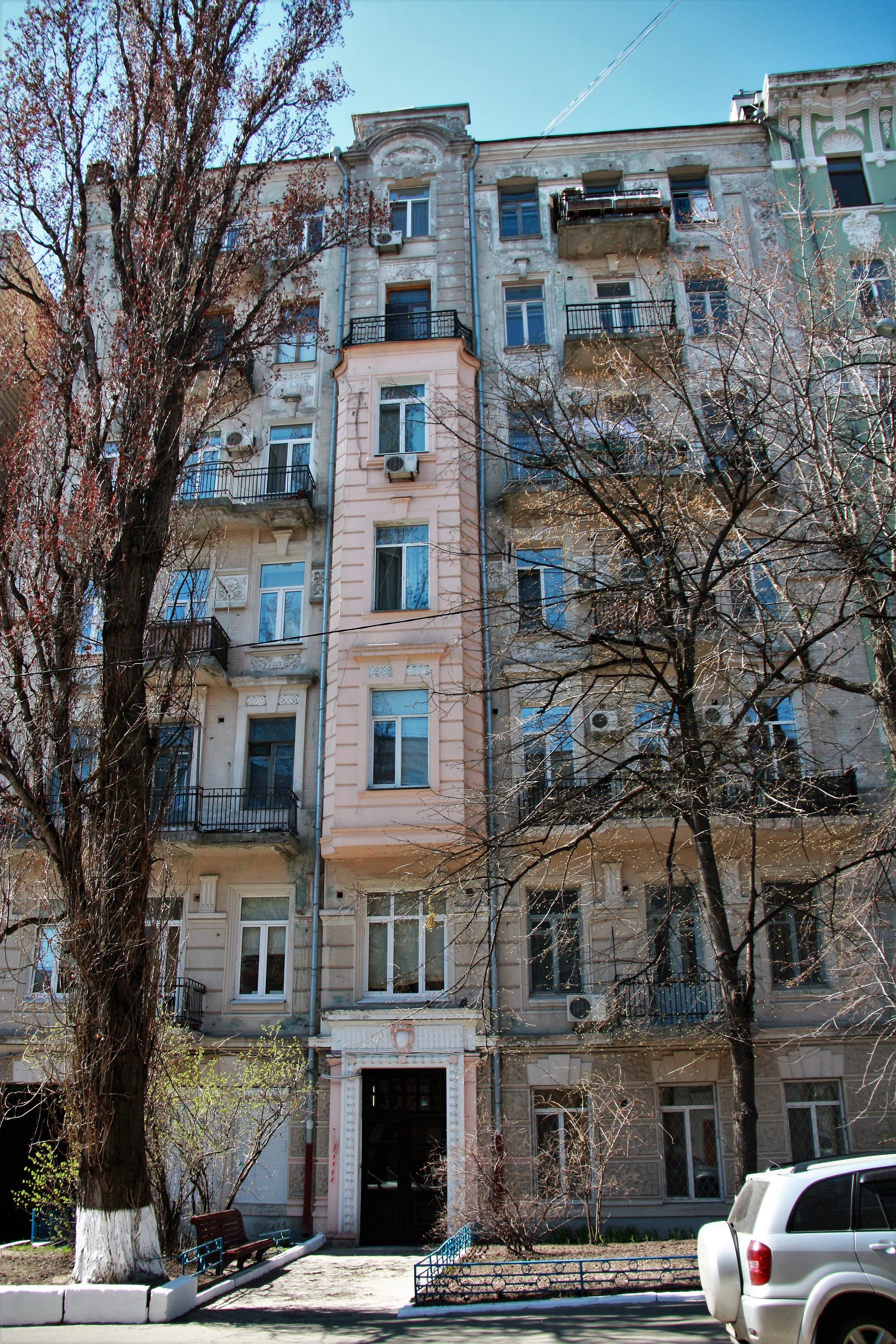
Дом № 8
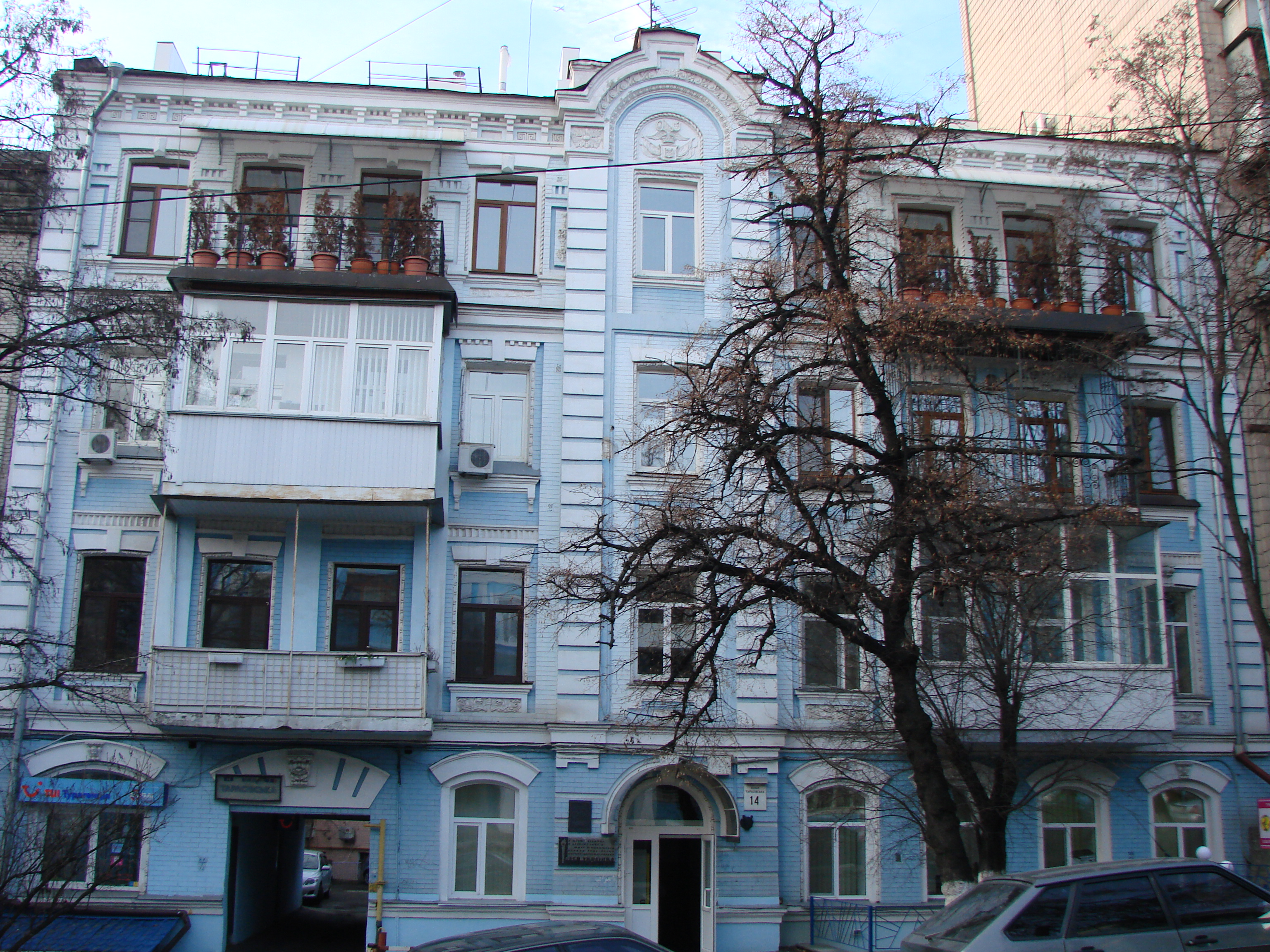
Дом № 14
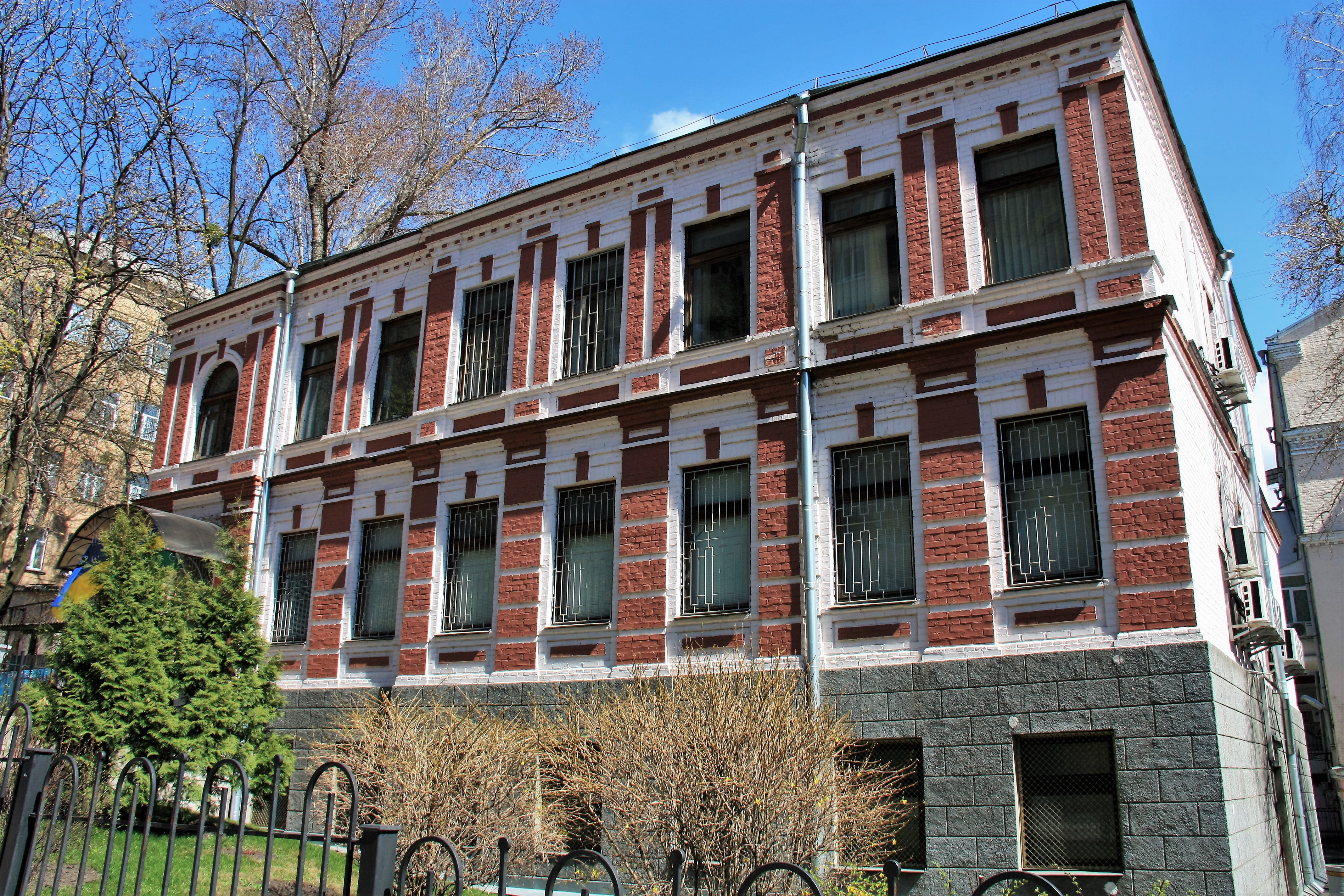
Дом № 15а
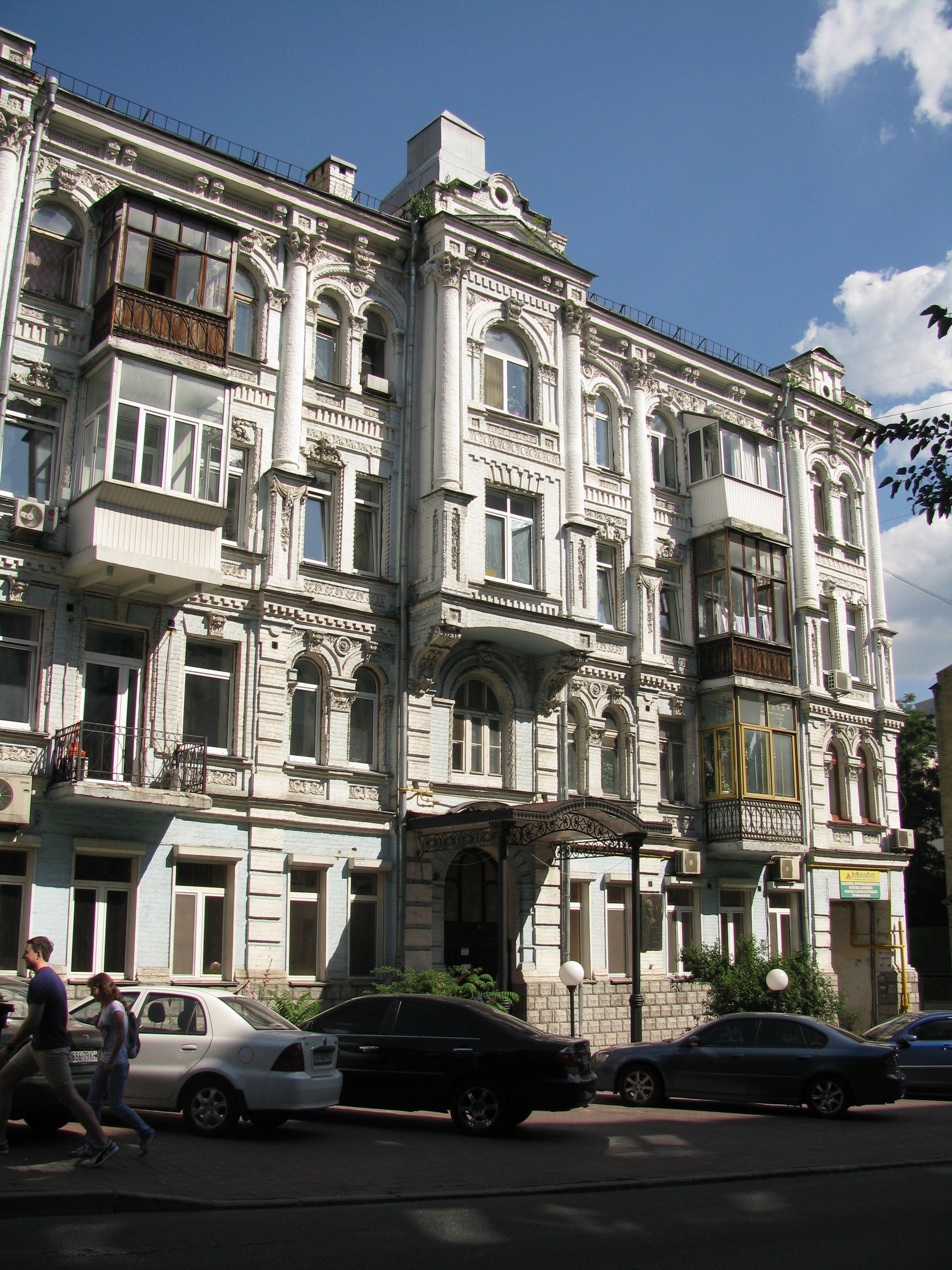
Дом № 19
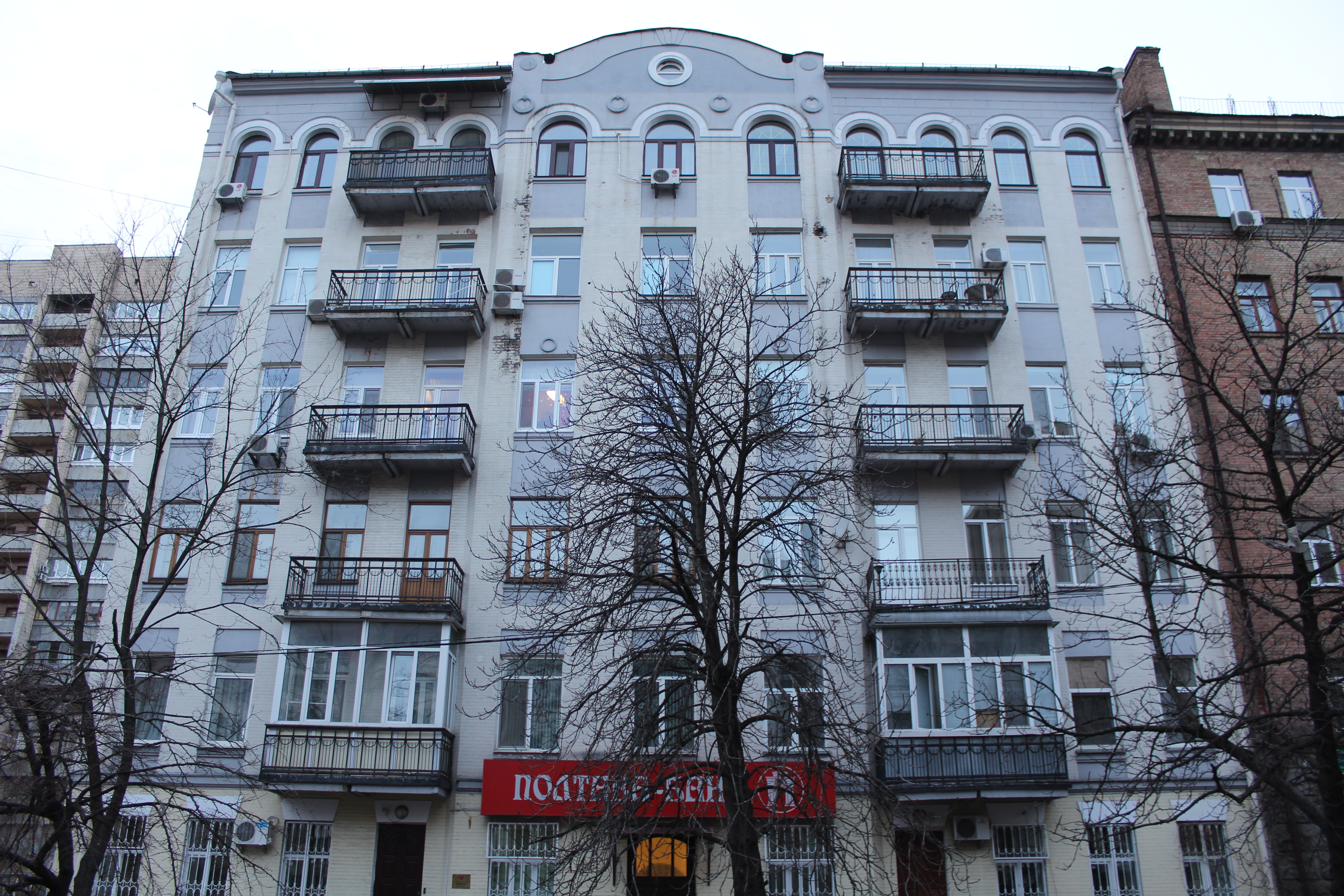
Дом № 30